# Benzimidazolon
Benzimidazolon ist eine chemische Verbindung, die sich vom Benzimidazol ableitet. Die Grundstruktur von Benzimidazolon ist Teil der Benzimidazolonpigmente. Benzimidazolone wurden von Hoechst entwickelt und hergestellt sowie im Jahr 1970 patentiert.

## Gewinnung und Darstellung
Benzimidazolon kann durch Reaktion von 2′-Carbamoylphthalanilsäure in einem alkalischen Medium und Gegenwart eines Metallhypohalit (z. B. Natriumhypochlorit) gewonnen werden. Weitere Verfahren basieren auf der Reaktion von 1,2-Diaminobenzol mit Carbonylquellen wie etwa Harnstoff, Phosgen oder Kohlenstoffdioxid.

## Eigenschaften
Benzimidazolon ist ein beiger, wasserunlöslicher Feststoff.
Benzimidazolon steht in tautomeren Gleichgewicht mit 2-Hydroxybenzimidazol, wobei IR-spektroskopische Untersuchungen zeigen, dass sowohl in fester als auch in gelöster Form die Ketoform bevorzugt wird.

## Verwendung
Benzimidazolon stellt die Grundstruktur einer Gruppe von chemischen Verbindungen dar, die formal den Azopigmenten zuzuordnen sind, die Benzimidazolonpigmente. Die Gruppe umfasst etwa 20 Pigmente mit einer breiten Palette von Farben. Die Pigmente weisen Nuancen vom grünstichigen Gelb über Orange und Rot bis zu Bordeaux auf. Allen Pigmenten dieser Gruppe ist die außergewöhnlich gute Licht-, Wetterechtheit, sowie gute Chemikalienbeständigkeiten gemein. Technische Verwendung finden diese Pigmente hauptsächlich in Lacken, Druckfarben und Kunststoffen.
Einige Benzimidazolone (z. B. Droperidol oder Domperidon) werden als Wirksubstanz in Arzneimitteln eingesetzt.